# Finland op de Olympische Winterspelen 1936
Tijdens de Olympische Winterspelen van 1936, die in Garmisch-Partenkirchen (Duitsland) werden gehouden, nam Finland voor de vierde keer deel.

## Medailleoverzicht
| Sport      | Olympiër                                                | Discipline            | Medaille |
| ---------- | ------------------------------------------------------- | --------------------- | -------- |
| Langlaufen | Sulo Nurmela Klaes Karppinen Matti Lähde Kalle Jalkanen | 4x10 km estafette (m) | Goud     |
| Schaatsen  | Birger Wasenius                                         | 5000 m (m)            | Zilver   |
| Schaatsen  | Birger Wasenius                                         | 10.000 m (m)          | Zilver   |
| Langlaufen | Pekka Niemi                                             | 18 km (m)             | Brons    |
| Schaatsen  | Birger Wasenius                                         | 1500 m (m)            | Brons    |
| Schaatsen  | Antero Ojala                                            | 5000 m (m)            | Brons    |

## Deelnemers en resultaten

### Kunstrijden
| Olympiër        | Discipline | Resultaat | Prestatie              |
| --------------- | ---------- | --------- | ---------------------- |
| Marcus Nikkanen | mannen     | 7e        | pc. 54,0; 380,7 punten |

### Langlaufen
| Olympiër                                                | Discipline            | Resultaat | Prestatie                               |
| ------------------------------------------------------- | --------------------- | --------- | --------------------------------------- |
| Sulo Nurmela                                            | 18 km (m)             | 7e        | 1:18.20                                 |
| Kalle Jalkanen                                          | 18 km (m)             | 12e       | 1:19.27                                 |
| Matti Lähde                                             | 18 km (m)             | 15e       | 1:20.21                                 |
| Pekka Niemi                                             | 18 km (m)             | Brons     | 1:16.59                                 |
| Pekka Niemi                                             | 50 km (m)             | 8e        | 3:44.14                                 |
| Klaes Karppinen                                         | 50 km (m)             | 5e        | 3:39.33                                 |
| Frans Heikkinen                                         | 50 km (m)             | 7e        | 3:42.44                                 |
| Kalle Heikkinen                                         | 50 km (m)             | 14e       | 3:54.25                                 |
| Sulo Nurmela Klaes Karppinen Matti Lähde Kalle Jalkanen | 4x10 km estafette (m) | Goud      | 2:41.33 (42.34 / 39.56 / 39.49 / 39.14) |

### Noordse combinatie
| Olympiër       | Discipline | Resultaat | Prestatie                                                       |
| -------------- | ---------- | --------- | --------------------------------------------------------------- |
| Lauri Valonen  | mannen     | 4e        | 401,2 punten 18 km: 178,6 (1:26.34) schans: 222,6 (52,0+54,5 m) |
| Timo Murama    | mannen     | 7e        | 393,3 punten 18 km: 187,5 (1:24.52) schans: 205,8 (49,0+48,0 m) |
| Niilo Nikunen  | mannen     | 10e       | 383,8 punten 18 km: 192,2 (1:23.59) schans: 191,6 (47,5+45,5 m) |
| Pertti Mattila | mannen     | 19e       | 368,4 punten 18 km: 179,7 (1:26.21) schans: 188,7 (45,0+47,0 m) |

### Schaatsen
| Olympiër        | Discipline   | Resultaat | Prestatie |
| --------------- | ------------ | --------- | --------- |
| Ossi Blomqvist  | 500 m (m)    | 19e       | 46,2      |
| Ossi Blomqvist  | 1500 m (m)   | 9e        | 2.32,2    |
| Ossi Blomqvist  | 5000 m (m)   | 6e        | 8.36,6    |
| Ossi Blomqvist  | 10.000 m (m) | 5e        | 17.42,4   |
| Åke Ekman       | 1500 m (m)   | 20e       | 2.27,2    |
| Åke Ekman       | 5000 m (m)   | 22e       | 9.00,4    |
| Antero Ojala    | 500 m (m)    | 8e        | 44,9      |
| Antero Ojala    | 1500 m (m)   | 9e        | 2.32,2    |
| Antero Ojala    | 5000 m (m)   | Brons     | 8.30,1    |
| Antero Ojala    | 10.000 m (m) | 7e        | 17.46,6   |
| Jorma Ruissalo  | 500 m (m)    | 8e        | 44,9      |
| Birger Wasenius | 500 m (m)    | 8e        | 44,9      |
| Birger Wasenius | 1500 m (m)   | Brons     | 2.20,9    |
| Birger Wasenius | 5000 m (m)   | Zilver    | 8.23,3    |
| Birger Wasenius | 10.000 m (m) | Zilver    | 17.28,2   |

### Schansspringen
| Olympiër       | Discipline | Resultaat | Prestatie                  |
| -------------- | ---------- | --------- | -------------------------- |
| Lauri Valonen  | mannen     | 6e        | 219,4 punten (73,5+67,0 m) |
| Väinö Tiihonen | mannen     | 9e        | 215,3 punten (71,5+70,0 m) |
| Timo Murama    | mannen     | 24e       | 202,2 punten (71,0+70,0 m) |
| Sauli Pälli    | mannen     | 47e       | 80,3 punten (71,0+68,5 m)  |

Australië · België · Bulgarije · Canada · Duitsland · Estland · Finland · Frankrijk · Griekenland · Groot-Brittannië · Hongarije · Italië · Japan · Joegoslavië · Letland · Liechtenstein · Luxemburg · Nederland · Noorwegen · Oostenrijk · Polen · Roemenië · Spanje · Tsjecho-Slowakije · Turkije · Verenigde Staten · Zweden · Zwitserland